# Palazzo Gallio (Alvito)
Il Palazzo Gallio (o Palazzo ducale) è la sede del Municipio di Alvito. Prende il nome dalla famiglia Gallio, originaria di Cernobbio, che infeudò Alvito e buona parte della Valle di Comino dal 1595 al 1795. Il palazzo sorge nell'odierna Piazza Guglielmo Marconi, alla confluenza tra Corso Mario Equicola e Corso Gallio. Vi ha anche sede, con accesso a parte, nel lato destro dell'edificio che dà su Piazza della Vittoria, il G.A.L. "Versante laziale del Parco nazionale d'Abruzzo".

## Storia

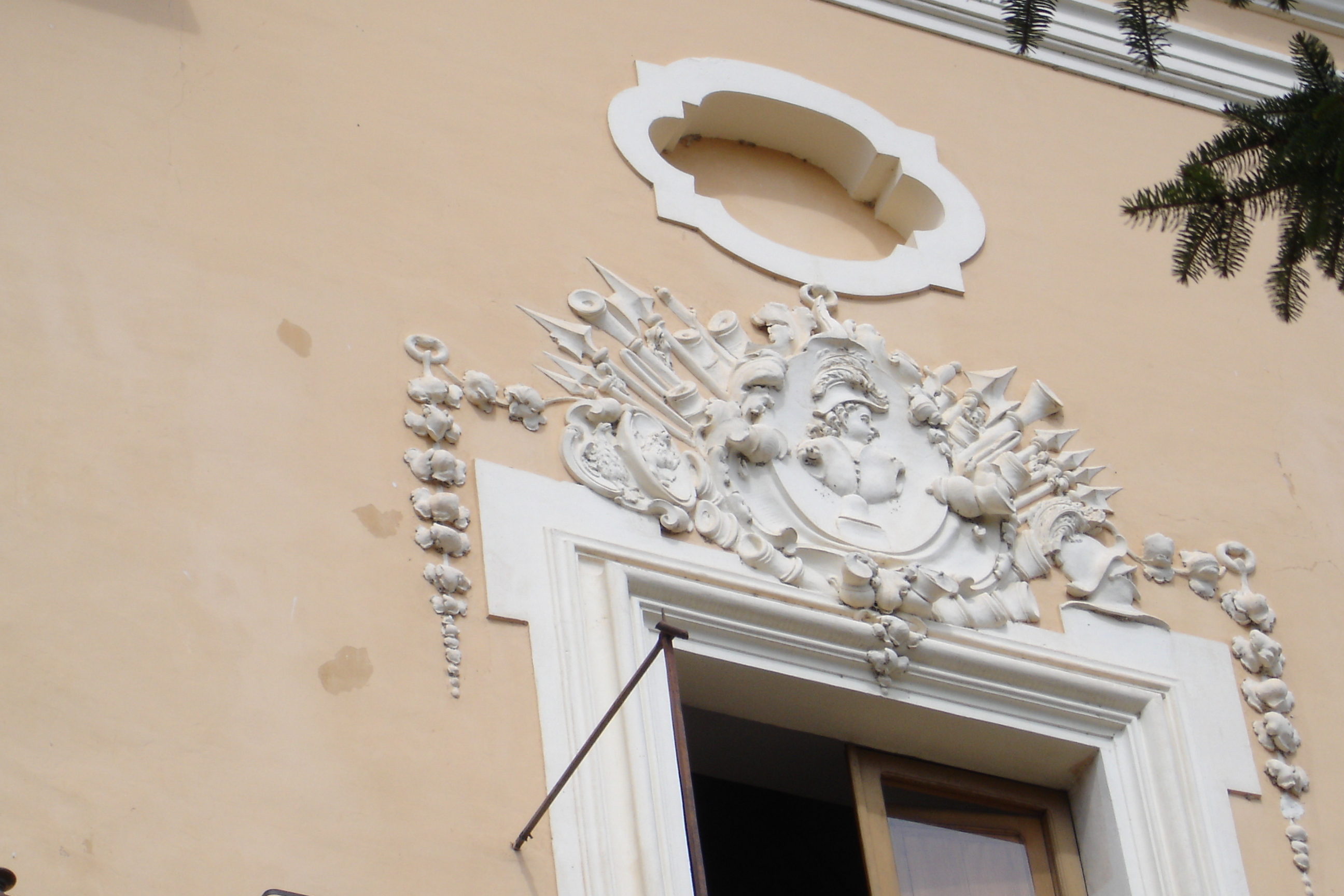
Palazzo ducale di Alvito, particolare

Fu costruito, in più volte, dal 1596 alla metà del Seicento.
In particolare, secondo lo storico Domenico Santoro, i lavori del palazzo vennero ultimati da Francesco I Gallio nel 1633.
Da piazza Marconi vi si accede attraverso un porticato detto “le logge” - fatto costruire da Tolomeo II Gallio, figlio del citato Francesco, intorno al 1668 - alla sinistra del quale è stata posta, nel 1907, un'iscrizione lapidea in memoria di Mario Equicola. Nell'androne si sviluppa un affascinante coevo scalone: alla sua metà, si legge un'ulteriore epigrafe volta a ricordare i 21 alvitani che, nel 1839, acquisirono il palazzo per donarlo alla municipalità come sede dell'amministrazione civile e giudiziaria.
Infatti, dopo l'eversione della feudalità (1806-1808), il palazzo restò nominalmente ad uno degli eredi dei Gallio, vale a dire Carlo Pignatelli, duca di Montecalvo, al quale però fu espropriato e messo all'asta, nel 1839, presso il tribunale civile di Terra di Lavoro, con sede in Santa Maria Capua Vetere. Al primo grado dell'incanto risposero, vincendo, con la cifra di 4701 ducati, due esponenti della borghesia armentaria abruzzese, i cugini Pietrantonio Sipari di Pescasseroli e Marco Graziani di Villetta Barrea. Essi, tuttavia, decisero di desistere, nel grado successivo (il cosiddetto "grado di sesto"), trovandosi di fronte il predetto gruppo di alvitani, rappresentati all'incanto da Giuseppe Mazzenga.
Palazzo Gallio fu, in tal modo, acquistato dagli alvitani per la cifra di 6402 ducati.

## L'interno

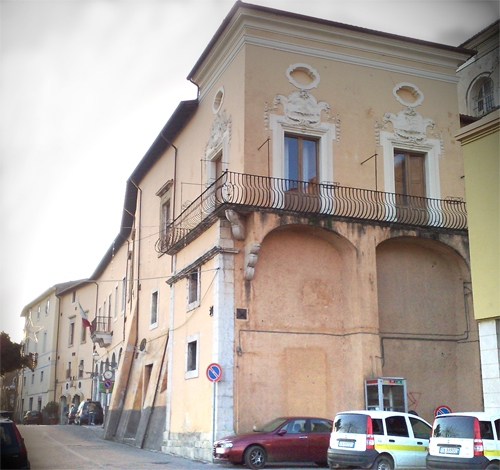
Palazzo ducale

Alla fine della scalinata si trova l'ex “Sala del Trono”, con soffitto a padiglione, oggi splendida cornice di forma rettangolare del Teatro comunale di Alvito. Sulla destra, invece, si accede sia agli uffici dell'amministrazione comunale, sia all'antica “Galleria”, che ospita le assise del Consiglio comunale. Questo lungo e ristretto salone, in cui spicca un bel camino settecentesco, è contornato da dipinti realizzati da allievi della scuola di Luca Giordano.
Ancora sulla destra della galleria-sala del Consiglio si accede ad un'ampia stanza in cui è ospitata la mostra permanente di criptozoologia, realizzata nel 1999 nell'ambito delle iniziative del Parco nazionale d'Abruzzo. Nella stessa stanza si affaccia, oltre all'ufficio del settore urbanistica, anche una porta che immette, attraverso una scala a pioli, in quella che un tempo era la sala da letto del Duca, oggi sede all'Archivio storico comunale.
Ritornando indietro, e percorrendo gli uffici dell'amministrazione e dell'anagrafe, si trova alla fine del primo piano l'Ufficio del Sindaco, l'antico "Gabinetto", sul cui soffitto risplende la copia - gli originali, infatti, sono andati perduti - di affreschi ispirati al poema Gerusalemme liberata di Torquato Tasso.